# Villemain (Deux-Sèvres)
Pour les articles homonymes, voir Villemain.
Villemain est une commune du Centre-Ouest de la France située dans le département des Deux-Sèvres en région Nouvelle-Aquitaine.

## Géographie
Éloignée d’une quarantaine de kilomètres de la capitale deux-sévrienne, à l’extrême sud du département, la commune de Villemain appartient à une zone boisée, qui flirte davantage avec la Charente et la Charente-Maritime toutes proches, sur la partie la plus septentrionale du Bassin aquitain.
Ce petit territoire d’à peine 17 km2 s’insère entre la route départementale 173 qui mène de Loubillé à Couture-d'Argenson et la départementale 105 d’Aulnay-de-Saintonge à Chef-Boutonne. Il est également traversé de part en part par la route départementale 104 qui rejoint Couture-d’Argenson à Aubigné. Ainsi Villemain est à l’écart de toutes grandes routes nationales comme de toutes voies ferrées, à l’orée des forêts d’Aulnay et de Chef-Boutonne.
Sans être monotone, le relief de la commune n’oppose aucun obstacle majeur. Le territoire d’une altitude moyenne de 120 m s’abaisse doucement vers son centre où coule le ru du Guidier pour remontrer vers le sud-ouest à la limite de la Charente-Maritime.
Cette commune, comme beaucoup dans cette région, appartient à ces zones rurales en voie de désertification. Lors du recensement de 1999, Villemain comptait 171 habitants. À son apogée au milieu du XIXe siècle, elle en comptait le triple, 541 en 1856. Aujourd’hui, la densité est tombée à 10 habitants au km2 ce qui en fait une des communes les moins densément peuplées du département. Sa population se disperse entre le bourg éclaté et excentré à l'est et plusieurs gros villages : Guidier et les fermes de la Portauderie et de la Bouteillerie au sud, Echorigné et la Caille à l'ouest.

### Communes limitrophes
| Aubigné                              |           | Loubillé           |
|                                      | Villemain |                    |
| Villiers-Couture (Charente-Maritime) |           | Couture-d'Argenson |

### Climat
Pour des articles plus généraux, voir Climat de la Nouvelle-Aquitaine et Climat des Deux-Sèvres.
Historiquement, la commune est exposée à un climat océanique limousin.  
En 2020, Météo-France publie une typologie des climats de la France métropolitaine dans laquelle la commune est exposée à un climat océanique et est dans la région climatique  Poitou-Charentes, caractérisée par un bon ensoleillement, particulièrement en été et des vents modérés.
Pour la période 1971-2000, la température annuelle moyenne est de 12,1 °C, avec une amplitude thermique annuelle de 14,8 °C. Le cumul annuel moyen de précipitations est de 869 mm, avec 12,5 jours de précipitations en janvier et 7 jours en juillet. Pour la période 1991-2020, la température moyenne annuelle observée sur la station météorologique la plus proche, située sur la commune de Villiers-Couture à 7 km à vol d'oiseau, est de 12,6 °C et le cumul annuel moyen de précipitations est de 908,2 mm,. Pour l'avenir, les paramètres climatiques de la commune estimés pour 2050 selon différents scénarios d’émission de gaz à effet de serre sont consultables sur un site dédié publié par Météo-France en novembre 2022.

## Urbanisme

### Typologie
Au 1er janvier 2024, Villemain est catégorisée commune rurale à habitat très dispersé, selon la nouvelle grille communale de densité à sept niveaux définie par l'Insee en 2022.
Elle est située hors unité urbaine et hors attraction des villes,.

### Occupation des sols
L'occupation des sols de la commune, telle qu'elle ressort de la base de données européenne d’occupation biophysique des sols Corine Land Cover (CLC), est marquée par l'importance des territoires agricoles (85,6 % en 2018), en augmentation par rapport à 1990 (83,7 %). La répartition détaillée en 2018 est la suivante : 
terres arables (75,2 %), forêts (14,4 %), zones agricoles hétérogènes (10,4 %). L'évolution de l’occupation des sols de la commune et de ses infrastructures peut être observée sur les différentes représentations cartographiques du territoire : la carte de Cassini (XVIIIe siècle), la carte d'état-major (1820-1866) et les cartes ou photos aériennes de l'IGN pour la période actuelle (1950 à aujourd'hui).

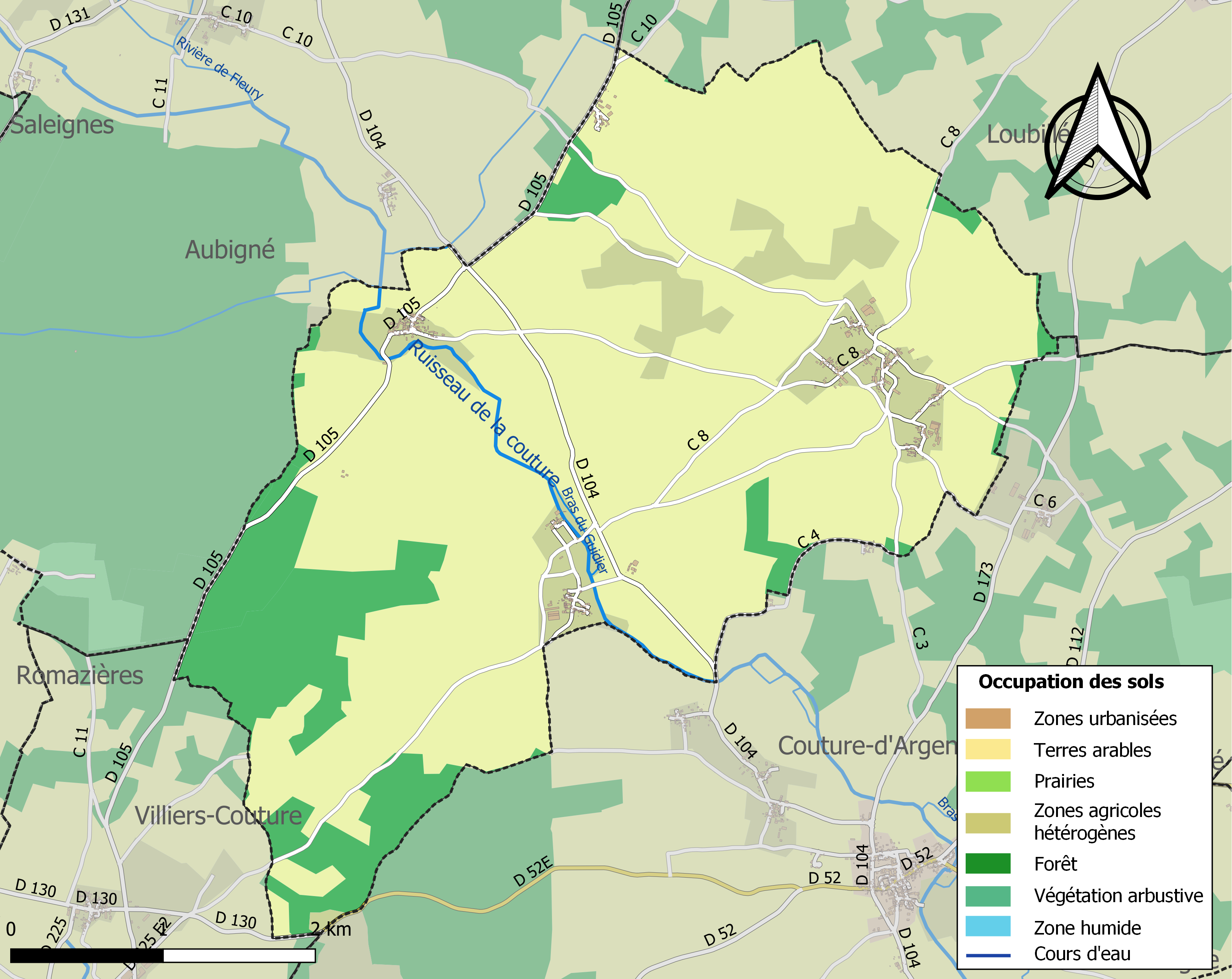
Carte des infrastructures et de l'occupation des sols de la commune en 2018 (CLC).

### Risques majeurs
Le territoire de la commune de Villemain est vulnérable à différents aléas naturels : météorologiques (tempête, orage, neige, grand froid, canicule ou sécheresse), inondations, mouvements de terrains et séisme (sismicité modérée). Un site publié par le BRGM permet d'évaluer simplement et rapidement les risques d'un bien localisé soit par son adresse soit par le numéro de sa parcelle.
Certaines parties du territoire communal sont susceptibles d’être affectées par le risque d’inondation par débordement de cours d'eau, notamment le ruisseau de la Couture. La commune a été reconnue en état de catastrophe naturelle au titre des dommages causés par les inondations et coulées de boue survenues en 1982, 1983, 1999 et 2010,.

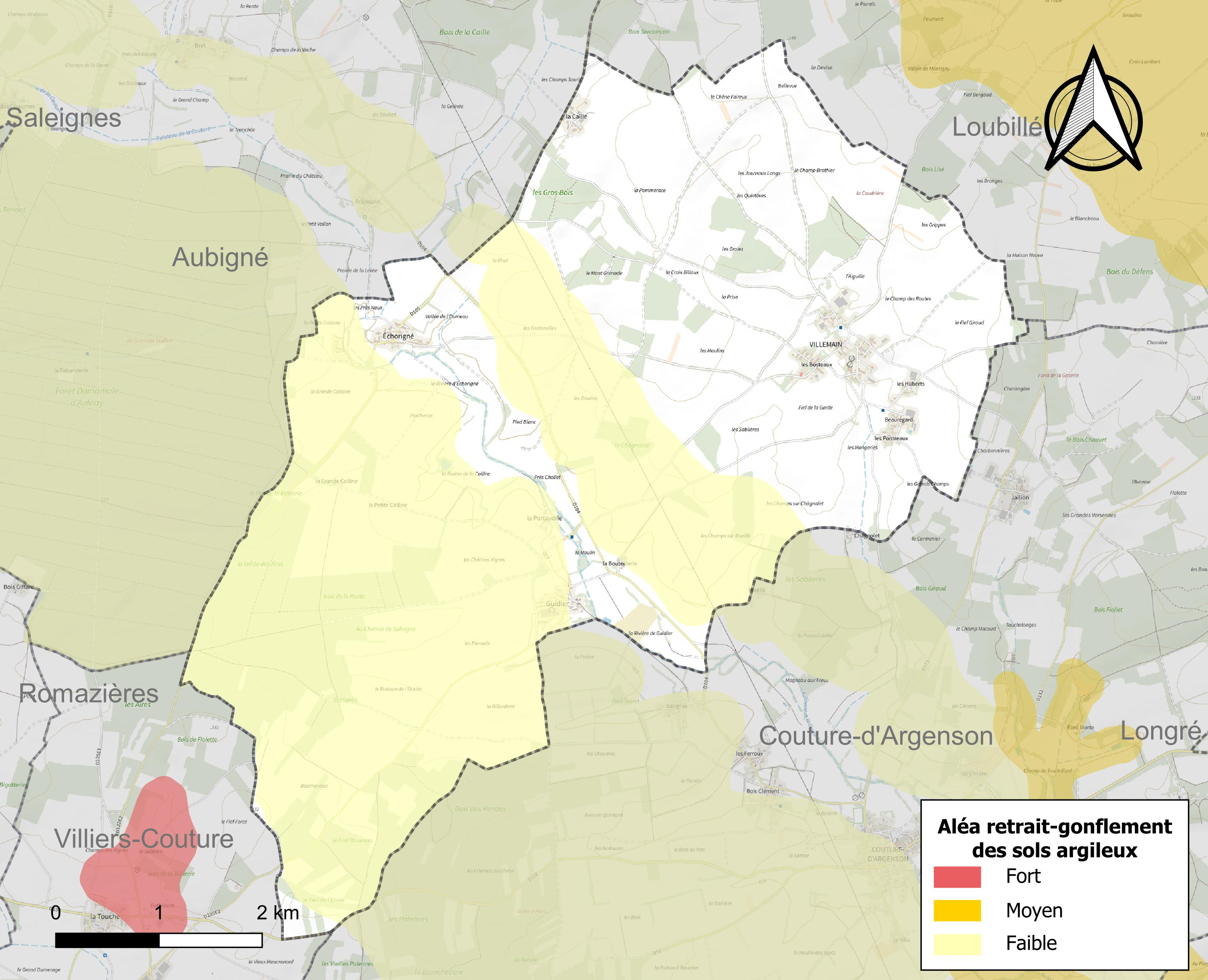
Carte des zones d'aléa retrait-gonflement des sols argileux de Villemain.

Les mouvements de terrains susceptibles de se produire sur la commune sont des tassements différentiels. Le retrait-gonflement des sols argileux est susceptible d'engendrer des dommages importants aux bâtiments en cas d’alternance de périodes de sécheresse et de pluie. Aucune partie du territoire de la commune n'est en aléa moyen ou fort (54,9 % au niveau départemental et 48,5 % au niveau national). Depuis le 1er octobre 2020, en application de la loi ELAN, différentes contraintes s'imposent aux vendeurs, maîtres d'ouvrages ou constructeurs de biens situés dans une zone classée en aléa moyen ou fort,.
La commune a été reconnue en état de catastrophe naturelle au titre des dommages causés par des mouvements de terrain en 1999 et 2010.

## Histoire
Les plus anciens vestiges répertoriés à Villemain datent de la période gallo-romaine. Des restes de la même époque ont été signalés également dans les communes proches, à Loubillé, Aubigné et Couture-d'Argenson. Cette présence romaine n'est pas surprenante dans cette région puisqu'elle est toute proche de la célèbre voie romaine Limonum (Poitiers) - Mediolanum (Saintes) qui passait par Rom, Brioux, Aulnay-de-Saintonge au nord et, on peut supposer que plusieurs chemins secondaires irradiaient la zone vers la Charente actuelle, traversant le sud du département des Deux-Sèvres.
À Villemain, la tradition orale garde le souvenir au lieu-dit La Billarderie, au sud du village de Guidier, de ruines gallo-romaines qui, d'après l'historien local Marcel Daniaud, émergeaient encore dans les mers de garouils (maïs)au XIXe siècle. Sur le marchais d'Echorigné, lors d'une période de sécheresse, vers 1854, des pierres taillées et sculptées ont été dégagées. La rumeur a voulu y voir les éléments d'une villa gallo-romaine, sans possibilité de vérification, car ces découvertes n'ont jamais fait l'objet d'observations  et de publications officielles et scientifiques. Par contre la toponymie peut être un bon indicateur de romanité. Ainsi Echorigné serait l'ancienne Scauriniacum ou villa scaurinii. Ce village se serait donc développé à partir du domaine agricole de Scaurinius, un riche propriétaire terrien de l'époque gallo-romaine.
Aux IVe et Ve siècles, l'Empire romain succombe aux invasions germaniques et en 418, le territoire du Poitou est confié par traité aux Wisigoths. Un siècle plus tard en 507, Clovis l'emporte sur Alaric II et fait passer le Poitou dans le royaume des Francs. C'est l'époque mérovingienne. Ces vicissitudes politiques, qui ont engendré guerres et destructions, n'ont pas fondamentalement changé la vie de la population et le peuplement, sur fond gallo-romain, s'est maintenu à Villemain, comme l'atteste la découverte fortuite en 1863 d'une nécropole mérovingienne.
En tout 25 fosses furent ouvertes et fouillées par Henri Beauchet-Filleau de Chef-Boutonne dans un champ près de Guidier : le Chiron-de-l'Ardoise. Onze ne contenaient que des ossements qui se sont vite effrités. Trois sarcophages contenaient du mobilier, des fragments de verre, quelques traces de charbon, des morceaux de tuiles rouges. Certaines de ces tombes contenaient également des plaques, boucles, fibules.
Mais la sépulture la plus importante fut dégagée par l'un des ouvriers, le 10 septembre 1863. Il s'agissait d'un sarcophage de pierre de dimensions exceptionnelles. Une fois le couvercle retiré, le squelette découvert était celui d'un homme d'une stature au-dessus de l'ordinaire qui mesurait 1,90 m. Le sarcophage d'1,78 m avait même été scié pour pouvoir y déposer sans mutilation le cadavre du défunt. M. Giraud, médecin de Chef-Boutonne avait identifié quatre fractures à la partie supérieure du crâne qui pouvaient être le résultat d'un coup violent asséné par une massue ou une francisque et la cause vraisemblable du décès. Il s'agissait  certainement d'un guerrier franc, d'un chef, comme le prouvent les éléments trouvés auprès de lui. Une petite fibule en cuivre fabriquée au Ier siècle (réemployée ?) était encore posée sur sa poitrine. Furent également découverts près du corps des terminaisons de ceinturion, une petite boucle, un glaive à sa droite et à gauche une large et forte lame d'un scramasaxe.
De la nécropole mérovingienne avait été retirée également une bague féminine portant le monogramme énigmatique de VIRIA.
Tout ce mobilier, difficile à identifier, était en très mauvais état de conservation mais il permit néanmoins de dater la nécropole, certainement du VIIe ou VIIIe. En 1968, des sarcophages de la même époque furent également découverts dans les sablières d'Echorigné.

## Politique et administration

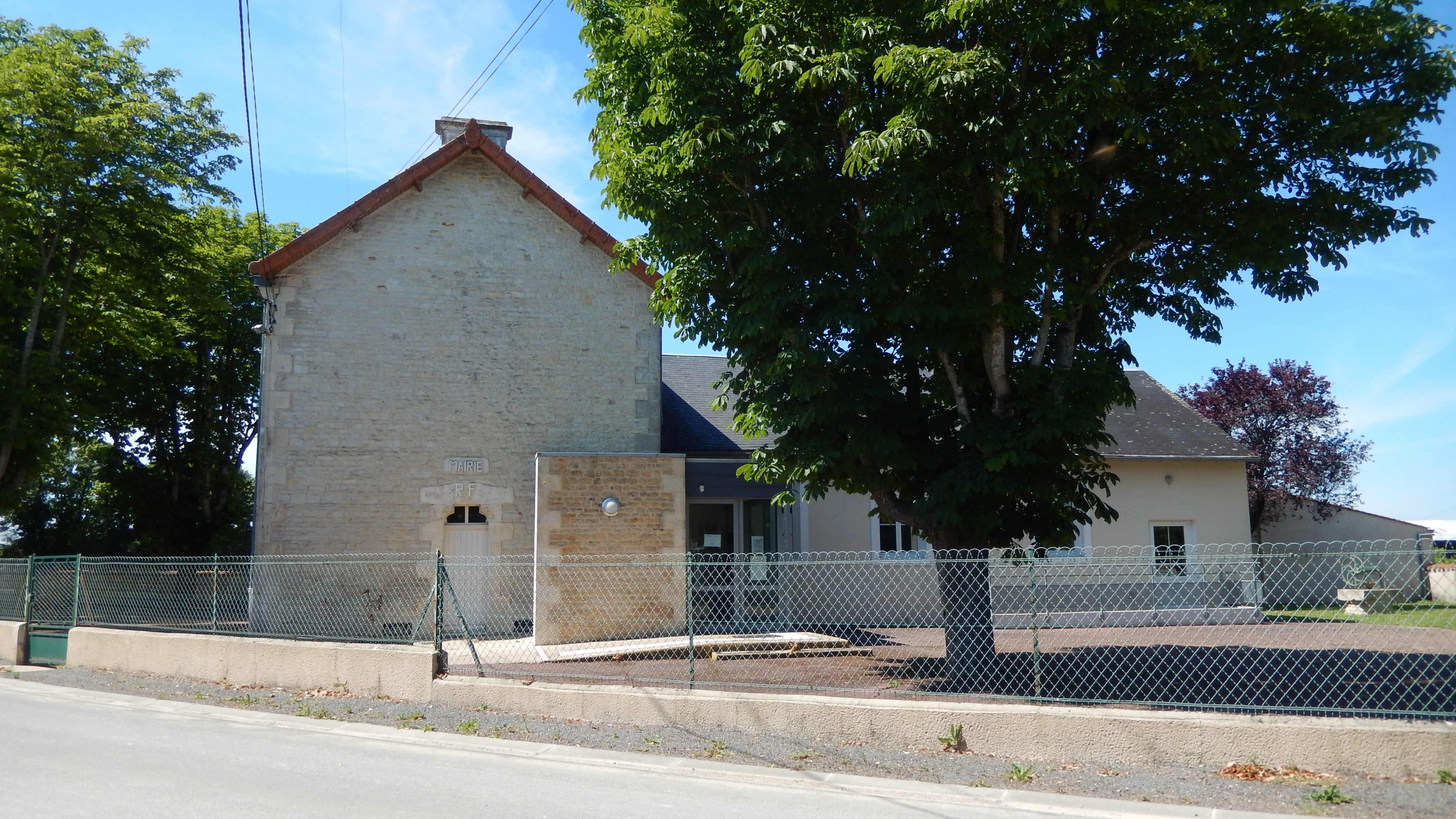
La mairie de Villemain.

| Période   | Période   | Identité       | Étiquette | Qualité |
| --------- | --------- | -------------- | --------- | ------- |
|           | mars 2008 | René Vezinat   |           |         |
| mars 2008 |           | Paul Georgelet |           |         |
|           |           |                |           |         |

## Démographie
L'évolution du nombre d'habitants est connue à travers les recensements de la population effectués dans la commune depuis 1793. Pour les communes de moins de 10 000 habitants, une enquête de recensement portant sur toute la population est réalisée tous les cinq ans, les populations de référence des années intermédiaires étant quant à elles estimées par interpolation ou extrapolation. Pour la commune, le premier recensement exhaustif entrant dans le cadre du nouveau dispositif a été réalisé en 2007.

En 2022, la commune comptait 151 habitants, en évolution de −0,66 % par rapport à 2016 (Deux-Sèvres : +0,18 %, France hors Mayotte : +2,11 %).
| 1793 | 1800 | 1806 | 1821 | 1831 | 1836 | 1841 | 1846 | 1851 |
| ---- | ---- | ---- | ---- | ---- | ---- | ---- | ---- | ---- |
| 394  | 430  | 418  | 484  | 532  | 522  | 526  | 539  | 540  |

| 1856 | 1861 | 1866 | 1872 | 1876 | 1881 | 1886 | 1891 | 1896 |
| ---- | ---- | ---- | ---- | ---- | ---- | ---- | ---- | ---- |
| 541  | 507  | 475  | 443  | 448  | 470  | 447  | 433  | 414  |

| 1901 | 1906 | 1911 | 1921 | 1926 | 1931 | 1936 | 1946 | 1954 |
| ---- | ---- | ---- | ---- | ---- | ---- | ---- | ---- | ---- |
| 395  | 364  | 399  | 394  | 366  | 374  | 380  | 328  | 346  |

| 1962 | 1968 | 1975 | 1982 | 1990 | 1999 | 2006 | 2007 | 2012 |
| ---- | ---- | ---- | ---- | ---- | ---- | ---- | ---- | ---- |
| 326  | 291  | 241  | 238  | 208  | 171  | 174  | 174  | 159  |

| 2017 | 2022 | - | - | - | - | - | - | - |
| ---- | ---- | - | - | - | - | - | - | - |
| 150  | 151  | - | - | - | - | - | - | - |

## Lieux et monuments

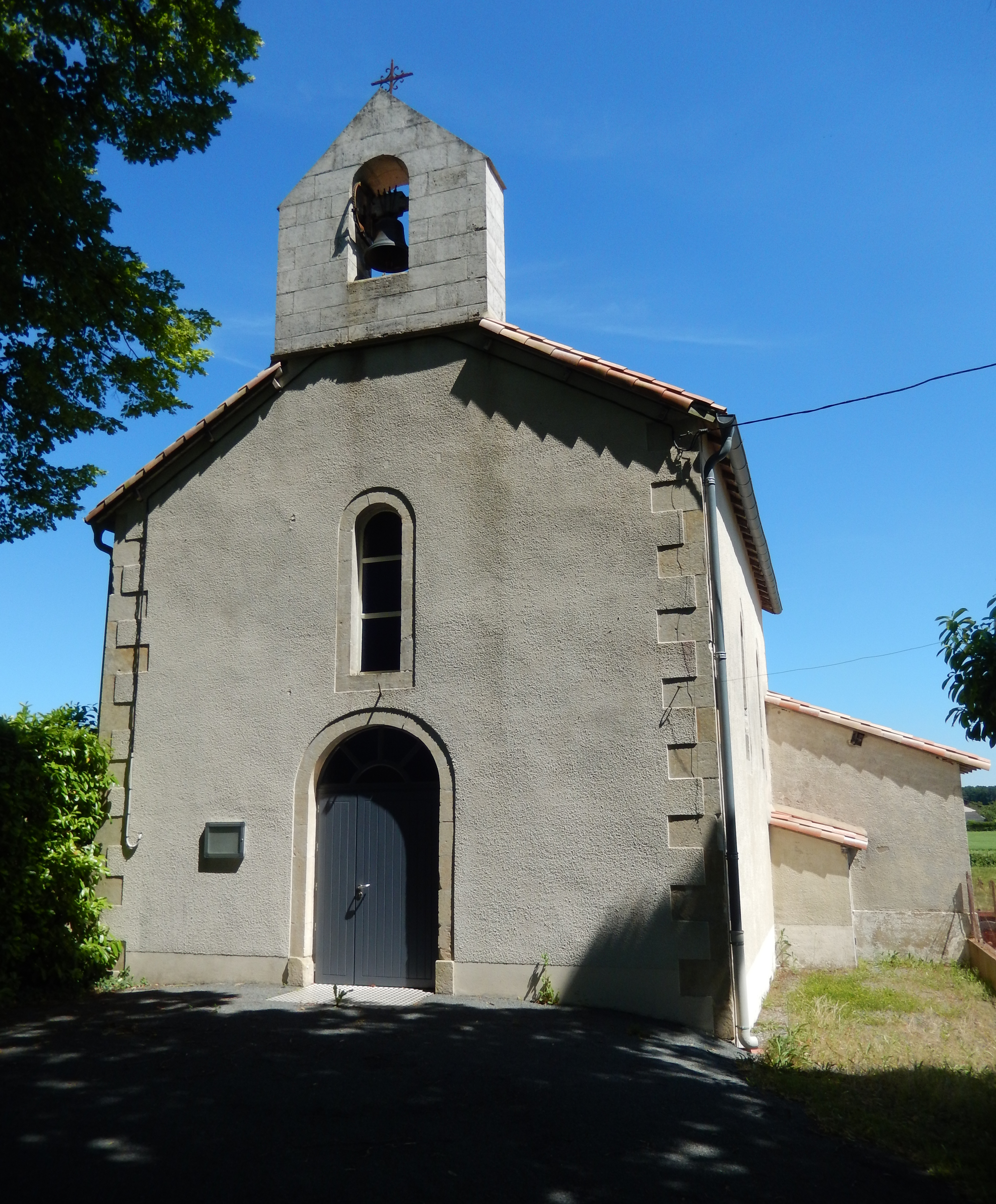
L'église Notre-Dame.

Au milieu de la forêt, les hommes ont fait naître leurs habitations en calcaire. De l’écru presque blanc pour les murs abrités des intempéries au gris ardoisé, les pierres donnent aux villages une atmosphère chaleureuse et lumineuse comme en Charente ou en Saintonge.
La pierre était trouvée dans les champs ou tirée de petites carrières, en forêt ou près des hameaux. À Echorigné, le champ des « pierrères », aujourd’hui loti, la « pierrère à David », à la Caille, La « perrère », à Villemain, signalent ces lieux d’extraction. Une fois taillée, cette pierre qui fait la fraîcheur l’été et garde hommes et bêtes au chaud l’hiver sert à la construction des bâtiments de ferme mais est aussi utilisée comme clôtures pour délimiter « ouches » et jardins.
Les villages sont traditionnellement composés de fermes à cour fermée. Les bâtiments joints bordent sur quatre côtés une cour centrale. La maison d’habitation, orientée au midi est perpendiculaire ou fait face à l’entrée, encadrée par deux piliers massifs.

### Église Notre-Dame
Cette église, bâtie au dix-neuvième siècle à la place de l'ancienne église, fait office de lieu de culte.

### Monument aux morts
Il est surmonté de la statue du Poilu au repos, réalisée par Étienne Camus.